# Oleg Kalugin
Oleg Danilovič Kalugin (in russo Олег Данилович Калугин; Leningrado, 6 settembre 1934) è un ex militare e agente segreto sovietico, naturalizzato statunitense al termine del servizio nel KGB, intraprendendo la carriera di professore universitario. Nel corso della sua permanenza nel servizio segreto sovietico fu a lungo a capo delle operazioni negli Stati Uniti, ma negli ultimi anni di militanza divenne molto critico nei confronti dei metodi e delle politiche del KGB.

## Biografia

### Inizi della carriera
Kalugin nacque nel 1934 a Leningrado (l'odierna San Pietroburgo), figlio di un ufficiale del NKVD. Nel 1952 decise di entrare nel NKVD con cui cominciò l'addestramento prima presso l'Istituto di Lingue Straniere del MGB a Leningrado, dove si laureò nel 1956 avendo studiato l'inglese e il tedesco. Nel frattempo nel settembre 1954 aveva sposato Ludmilla, da cui ebbe la figlia Svetlana, mentre nel 1955 era stato insignito del grado di tenente.
In seguito venne selezionato per proseguire e approfondire l'addestramento in intelligence presso l'Accademia di Foreign Intelligence del KGB a Mosca. Qui, tra il 1956 e il 1958, apprese l'arabo e tecniche di spionaggio; subì inoltre un intensivo addestramento tecnico. Gli venne assegnato il nome in codice Oleg Kedrov. Nel 1957 divenne membro del Partito Comunista.

### Spia del KGB
Assegnato alle operazioni negli Stati Uniti, gli fu offerta una copertura come studente in visita per un anno a New York nell'ambito del programma di scambio Fulbright. Frequentò quindi l'Università Statale di Leningrado per pochi mesi per giustificare il programma di scambio studentesco, conseguendo una falsa laurea in filologia.
Dal settembre 1958 al settembre 1959 frequentò lezioni di giornalismo presso la Columbia University a New York. Dei 18 studenti inviati sul suolo statunitense, la maggior parte facevano parte dei principali servizi segreti sovietici (KGB e GRU), i restanti avrebbero fornito supporto ai primi. Un membro di questo secondo gruppo fu Aleksandr Nikolaevič Jakovlev, proveniente dal Comitato Centrale del PCUS.
Nel corso di questo primo soggiorno negli Stati Uniti fu avvicinato da un americano di origine sovietica e di simpatie comuniste, Anatoly P. Kotloby, ingegnere chimico presso la Thiokol, società statunitense di sviluppo e produzione di sistemi di propulsione a razzo. Kotloby, che lavorava a un innovativo combustibile solido per missili balistici a lungo raggio, si propose di fornire informazioni riservate a favore del KGB, sotto il nome in codice Cook.
Rientrato a Mosca fu assegnato al Primo Direttorato Centrale del KGB, destinato alle operazioni di intelligence all'estero. Fu subito rimandato a New York come corrispondente di Radio Mosca all'ONU, copertura che mantenne fino al 1965 sotto il nome in codice Felix. Si occupa, in questo periodo, di recuperare fonti nella missione degli Stati Uniti presso le Nazioni Unite e tra la stampa americana e internazionale, e di diffondere la propaganda sovietica mirata a influenzare e destabilizzare l'opinione pubblica e politica del blocco occidentale (misure attive, come venivano definite dall'establishment dei servizi segreti sovietici). Nel dicembre 1964 gli è stato conferito l'Ordine del distintivo d'onore per l'attività di reclutamento nel KGB.
Rientrato in Unione Sovietica, raggiunse il grado di maggiore e ricevette la copertura di responsabile stampa al Ministero degli esteri sovietico e successivamente di vice responsabile stampa dell'ambasciata sovietica a Washington, che gli permise di rientrare negli Stati Uniti con immunità diplomatica. La copertura celava invece il ruolo di vice capo della Residenza all'ambasciata sovietica.
Kalugin fu molto attivo in questo periodo nel reclutare spie e infiltrare talpe tra i servizi segreti e i poteri statunitensi, tra questi: Robert Lipka, infiltrato nell'NSA; John Anthony Walker, crittografo per la marina militare degli Stati Uniti. La missione a Washington si protrasse dal 1965 al 1970: durante questo periodo, grazie ai risultati ottenuti in territorio americano, Kalugin divenne molto popolare agli occhi dei vertici di Mosca; per contro egli cominciò a maturare le prime critiche nei confronti dei vertici del KGB e delle azioni di politica estera dell'Unione Sovietica, in particolare con la repressione militare della primavera di Praga del 1968.

### Controspionaggio
Nel 1970 Kalugin lasciò Washington per tornare al palazzo della Lubjanka a Mosca, nominato vice direttore della sezione K (operazioni di controspionaggio all'estero) del Primo Direttorato del KGB. Nella nuova posizione occupata era responsabile dell'infiltrazione di agenti sovietici nei servizi segreti di Paesi stranieri e nelle organizzazioni di emigrati sovietici, nonché del monitoraggio di cittadini sovietici che lavoravano all'estero. Nel 1973 divenne il capo della sezione K e nel 1974, all'età di quarant'anni, ricevette il grado di maggior generale diventando il più giovane generale nella storia del KGB.
A quest'ultimo periodo, risalgono alcune operazioni che diedero parecchio prestigio alla carriera di Kalugin. Nel 1975 fu coinvolto nel rapimento a Vienna dell'agente-doppio Nikolaj Artamonov (alias Nicholas Shadrin), morto accidentalmente per overdose di sedativi durante il trasporto verso la Cecoslovacchia. Kalugin fu inoltre uno degli elementi di spicco nella gestione del disertore statunitense, ex agente della CIA, David Henry Barnett.
Al 1978 risale l'assassinio dello scrittore dissidente bulgaro Georgi Markov: Kalugin fu uno dei principali organizzatori dell'omicidio richiesto dal capo di Stato bulgaro Todor Živkov, a cui il KGB dell'allora direttore Jurij Andropov offrì la propria collaborazione, sebbene l'assassinio fu messo in pratica da agenti bulgari del DS per mezzo del celebre episodio dell'ombrello bulgaro.

### Critiche al KGB
Nonostante la crescente popolarità raggiunta per effetto delle brillanti operazioni portate a termine Kalugin cominciò a maturare le prime critiche e dissensi nei confronti del KGB e della politica sovietica.
Nel 1980, fu trasferito a Leningrado e riassegnato al primo direttorato del KGB come vice capo della sezione di Leningrado, responsabile della sicurezza e della sorveglianza della popolazione. La degradazione fu l'effetto di un conflitto iniziato nel 1979 con Vladimir Krjučkov, all'epoca consigliere e uomo di fiducia del direttore del KGB Andropov, il quale, con riferimento al caso Kotloby (o Cook dal suo nome in codice), lo aveva accusato di aver reclutato un agente americano sospettato di essere un doppio-giochista a favore della CIA. Lo stesso Kalugin fu sospettato di essere un agente doppio della CIA, sebbene tale supposizione non fu mai provata.
Le accuse non placarono le critiche di Kalugin al KGB, secondo il quale l'agenzia era profondamente corrotta fino ai suoi più alti vertici mentre le sue azioni si limitavano a terrorizzare la gente comune. L'avvento di Gorbačëv al potere e la sua politica di distensione incoraggiarono le critiche di Kalugin, ma venne ulteriormente allontanato dai centri del potere: nel 1987 fu assegnato all'Accademia delle Scienze, nel 1988 al Ministero dell'Elettronica, finché fu costretto al pensionamento nel febbraio del 1990.

### Dopo il KGB
Nel giugno del 1990 aderisce a un movimento politico di opposizione di ispirazione democratica, chiedendo una riforma del KGB. A giugno un decreto del presidente Gorbačëv lo privò del suo grado militare, delle onorificenze ricevute e della pensione (le decorazioni e la pensione gli vennero poi restituite nel 1991). Nonostante l'opposizione del KGB, a settembre viene eletto nel Soviet Supremo come Deputato del Popolo nella regione di Krasnodar. Nell'ottobre dello stesso anno ha partecipato al congresso di fondazione del movimento "Russia Democratica".
Kalugin divenne presto un sostenitore di Boris El'cin, allora presidente della R.S.F.S. Russa, emerso come riformatore nel panorama politico dell'Unione Sovietica, giunta ormai ai suoi ultimi giorni. Nel corso del tentato colpo di Stato dell'agosto del 1991 (organizzato da elementi di spicco del governo sovietico tra cui il suo oppositore ai tempi del KGB, ora direttore, Vladimir Krjučkov) Kalugin condusse la folla alla Casa Bianca Russa, sede del parlamento e principale centro di resistenza al colpo di Stato, dove spronò El'cin a pronunciare il famoso discorso di denuncia del golpe.
Dopo il colpo di Stato divenne consigliere del nuovo direttore del KGB Vadim Bakatin, posto a capo dell'agenzia con lo scopo di terminarne le attività. Quest'ultimo non potrà portare a conclusione il proprio lavoro, in quanto viene licenziato prima dello scioglimento dell'agenzia. In seguito Kalugin continuò con le critiche indirizzate ai vertici del KGB: in questi anni rilascia parecchie interviste rivelando alcune delle operazioni segrete del KGB più compromettenti.

### Esilio negli USA
Nel 1995 accetta una posizione di docente presso l'Università Cattolica d'America a Washington. Nello stesso periodo gli viene offerta una collaborazione con l'AT&T per coordinare la creazione di una joint-venture del colosso americano con la società russa di telecomunicazioni. Inizialmente si sarebbe dovuto trattare di una breve collaborazione, in definitiva, prevalentemente per il clima di ostilità nei suoi confronti da parte del governo russo, dopo questa ultima partenza per gli Stati Uniti Kalugin non fece più ritorno in patria.
Nel suo ultimo periodo statunitense l'attività più prolifica di Kalugin è stata quella di scrittore: ha scritto infatti parecchi saggi in cui ha raccontato i suoi trascorsi nell'agenzia segreta sovietica. È spesso presente sui media a proposito di questioni di intelligence e di politica russa; inoltre viene frequentemente invitato da enti universitari per tenere lezioni, intervenire in dibattiti e fornire testimonianze.
Ha inoltre collaborato con l'ex direttore della CIA William Colby e con l'azienda Activision alla realizzazione del videogioco Spycraft: The Great Game pubblicato nel 1996. Assieme ad altri ex agenti segreti statunitensi tra cui David Major, ha organizzato percorsi turistici in autobus per visitare i luoghi a Washington in cui si sono svolte le principali vicende dello spionaggio tra KGB e CIA.
Nel giugno del 2001 fu chiamato a testimoniare al processo istruito nei confronti di George Trofimoff, colonnello in pensione delle forze di riserva dell'Esercito degli Stati Uniti accusato di aver spiato a favore del KGB negli anni settanta e ottanta. Kalugin confermò di aver riconosciuto Trofimoff come la talpa nell'intelligence militare degli Stati Uniti il cui nome in codice era Markiz. Precisò infine che questi era stato reclutato da Igor' Vladimirovič Zuzemil', all'epoca metropolita ortodosso in Austria, con il quale si era congratulato per il buon risultato ottenuto nel corso di una sua visita presso la dacia del generale nel 1978. Trofimoff fu infine condannato alla reclusione a vita.
Il 4 agosto 2003 Kalugin venne naturalizzato cittadino degli Stati Uniti d'America. Kalugin ha sempre dichiarato di non aver mai tradito i suoi ex colleghi del KGB, accusando invece Oleg Gordievskij di aver svelato le identità di agenti sovietici alle agenzie del blocco occidentale nel corso del suo servizio.
Attualmente vive nel Maryland e, oltre ai suoi estemporanei impegni giornalistici, è professore presso il Centre for Counterintelligence and Security Studies.

### Critica contro Putin
Con la salita al potere di Vladimir Putin e la rinascita dei servizi segreti russi sotto il nuovo nome FSB, Kalugin fu nuovamente accusato di tradimento. Nel giugno del 2002 fu condannato da un tribunale di Mosca a 15 anni di carcere in contumacia e privato una seconda volta delle onorificenze e del rango di generale, con l'accusa di aver passato segreti di Stato ad agenzie del blocco occidentale ai tempi della guerra fredda.
Kalugin definì il processo il segno della rinascita dei servizi segreti, rifiutandosi di presentarsi al processo contando sull'assenza di trattati di estradizione tra Stati Uniti e Russia. L'episodio accrebbe le critiche di Kalugin nei confronti della politica di Putin, con particolare riferimento alle atrocità compiute per ordine del presidente russo nel corso della seconda guerra cecena, definendolo "criminale di guerra".

## Opere
Libri
- (EN) Oleg Kalugin, Fen Montaigne, The First Directorate: My 32 Years in Intelligence and Espionage Against the West, New York, St. Martin's Press, 1994, ISBN 0-312-11426-5.
- (EN) Oleg Kalugin, Fen Montaigne, Spymaster: The Highest-ranking KGB Officer Ever to Break His Silence, New York, John Blake Publishing, 1995, ISBN 1-85685-101-X.
- (RU) Oleg Kalugin, Прощай, Лубянка! (XX век глазами очевидцев), Olimp, 1995, ISBN 5-7390-0375-X.
- (EN) Oleg Kalugin, Fen Montaigne, Spymaster: My Thirty-two Years in Intelligence and Espionage Against the West (PDF), New York, Basic Books, 2009, ISBN 0-465-01445-3.

Pubblicazioni
- (EN) Oleg Kalugin, Window of opportunity: Russia's role in the coalition against terror, in Harvard International Review, vol. 24, n. 3, Cambridge, Harvard International Relations Council, 22 settembre 2002,  pp. 56 (5).